# Калатрава-ла-Вьеха
Калатрава-ла-Вьеха (исп. Calatrava la Vieja, ранее просто Калатрава) — это средневековый замок, центр одноименного рыцарского ордена. В настоящее время он является частью археологических парков (Parques Arqueológicos) сообщества Кастилия-Ла-Манча. Калатрава во времена позднего средневековья был единственным важным городом в долине реки Гвадиана, так как он охранял дороги в Кордову и Толедо.
Его название (араб. قلعة رباح‎, транслит. Qal’at Rabāḥ, букв. «Крепость Рабах») происходит от имени амира Рабаха, который занял эту область в VIII веке н. э.
Первое упоминание датируется 785 годом, а в 853 году из-за конфликтов между мусульманами Толедо и Кордовским эмиратом он был частично разрушен, но позднее восстановлен при аль-Хакаме, брате эмира Кордовы Мухаммада I.